# シーサイドモーテル
『シーサイドモーテル』は、岡田ユキオの漫画『MOTEL』を原作とした 2010年6月5日公開の日本映画。

## あらすじ
海もなく山に囲まれているのに何故か「シーサイド」と名付けられた小さなモーテルを舞台に、その4つの部屋で繰り広げられる11人のワケアリ男女による愛と金と欲のダマし合いと駆け引き、そして様々な人間模様と葛藤をコミカルに描いた一夜の物語。

## キャスト
- 103号室
  - 生田斗真：亀田雅之（インチキセールスマン）
  - 麻生久美子：キャンディ（コールガール）
- 202号室
  - 山田孝之：朝倉陽介（ギャンブラー）
  - 成海璃子：二宮留衣（朝倉の女）
  - 玉山鉄二：相田敏夫（借金取り）
  - 柄本時生：チー坊（相田の部下）
  - 温水洋一：ペペ（謎の男）
- 203号室
  - 古田新太：太田勝俊（スーパー太田社長）
  - 小島聖：太田美咲（太田の若妻）
- 102号室
  - 池田鉄洋：石塚達也（キャバクラの常連客）
  - 山崎真実：マリン（キャバクラ嬢）
- その他
  - 赤堀雅秋：三木勇介（先輩の警官）
  - ノゾエ征爾：六車安彦（後輩の警官）

## スタッフ
- 監督：守屋健太郎
- プロデューサー：藤村恵子
- 協力プロデューサー：小林智浩
- アソシエイトプロデューサー：平体雄二
- 脚本：柿本流、守屋健太郎
- 原作：岡田ユキオ『MOTEL』(日本文芸社刊)
- 撮影：鯵坂輝国
- 美術：磯見俊裕
- 照明：平野勝利
- 編集：石川浩通
- 録音：古谷正志
- 衣裳：申谷弘美
- ヘアメイク：浅野有紀
- 助監督：杉田満
- 制作担当：宮田幸太郎
- 音楽：YOUR SONG IS GOOD
- 主題歌：シャネルズ『ランナウェイ』
- 製作：「シーサイドモーテル」製作委員会（テレビマンユニオン、ジェイ・ストーム、メディアファクトリー、アスミック・エース、日本出版販売、日本映画衛星放送、オムニバス・ジャパン、クレイ）
- 制作プロダクション：テレビマンユニオン
- 配給：アスミック・エース
- 宣伝：角川メディアハウス

## 原作との違い
- エピソードが削られ、4つの部屋の物語に限定されている。
- 性的に過激な描写は抑えめ。
- キャンディの年齢設定が三十路前に引き上げられている。
- ペペの容姿とキャラクターが違う。
- 警官のエピソードが追加されている。
- 犬が登場する。